# Petrosia lignosa
Petrosia lignosa är en svampdjursart som beskrevs av Wilson 1925. Petrosia lignosa ingår i släktet Petrosia och familjen Petrosiidae. Inga underarter finns listade i Catalogue of Life.